# Thomas Wimbush
Thomas E'sean Shavez Wimbush II (Lorain, Ohio, 8 de diciembre de 1993) es un baloncestista estadounidense que pertenece a la plantilla del Kawasaki Brave Thunders de la B.League japonesa. Con 2,01 metros de estatura, juega en la posición de ala-pívot.

## Trayectoria deportiva
Jugó cuatro temporadas con Fairmont State Fighting Falcons (2012-2017) y tras no ser elegido en el Draft de la NBA de 2017, jugaría 6 encuentros de la liga de verano de la NBA con Los Angeles Clippers en la ciudad de Las Vegas.
En verano de 2017 firmó su primer contrato profesional con Long Island Nets de la NBA G League, equipo afiliado a los Brooklyn Nets, en el que jugaría durante dos temporadas la cifra de 74 partidos, promediando 8.05 y 9.13 puntos respectivamente por temporada.
En verano de 2018, jugaría 5 encuentros de la liga de verano de la NBA con Atlanta Hawks, también en Las Vegas.
El 1 de agosto de 2019, se confirma su fichaje por MHP Riesen Ludwigsburg de la Basketball Bundesliga.
El 23 de agosto de 2021, firma por el JSF Nanterre de la Liga de baloncesto de Francia.
Tra una temporada en el Zenit de San Petersburgo ruso, donde ganó la Supercopa VTB United League 2022 siendo elegido MVP de dicha competición, en febrero de 2023 fichó por el Napoli Basket de la Serie A italiana.